# دیگو آکنزو
دیگو آکنزو (انگلیسی: Diego Acunzo؛ زادهٔ ۱۹ مارس ۱۹۹۸) بازیکن فوتبال است.